# Euchordata
Euchordata (též Notochordata, Myomerozoa) je název hypotetické vývojové linie zahrnující podkmeny bezlebeční (kopinatci, Cephalochordata) a obratlovci (Vertebrata). Tato podoba fylogenetického stromu strunatců byla tradičně uváděna zejména ve starších studiích, ale postupně ji vytlačuje hypotéza Olfactores, která považuje za sesterskou skupinu obratlovců pláštěnce (Tunicata). Nicméně původní strom založený na taxonu Euchordata vypadal takto:
|                                       | pláštěnci                                                             |
|                                       |                                                                       |
| Euchordata (Myomerozoa, Notochordata) | \| \| bezlebeční (kopinatci) \| \| \| \| \| \| obratlovci \| \| \| \| |
|                                       | \| \| bezlebeční (kopinatci) \| \| \| \| \| \| obratlovci \| \| \| \| |
|                                       | bezlebeční (kopinatci)                                                |
|                                       |                                                                       |
|                                       | obratlovci                                                            |
|                                       |                                                                       |

|  | bezlebeční (kopinatci) |
|  |                        |
|  | obratlovci             |
|  |                        |

Obratlovce a kopinatce z hlediska stavby spojuje chorda dorsalis po celé délce těla, podobná stavba neurální trubice a smyslových orgánů, ale i třeba jistý ploutevní lem na hřbetě a ocasu či rozdělení těla do velkého počtu segmentů, metamer nebo somitů.